# Louis Armand
Louis Armand (Cruseilles, 17 gennaio 1905 – Villers-sur-Mer, 30 agosto 1971) è stato un ingegnere francese, dirigente di aziende pubbliche, esperto in trasporti ferroviari ed energia atomica.
Personaggio chiave per il perfezionamento della rete ferroviaria francese. Dal 1943, organizzò il gruppo di resistenza all'occupazione nazista chiamato Résistance-Fer composto prevalentemente da ferrovieri, il 25 giugno del 1944 viene arrestato dalla Gestapo e rilasciato in occasione della liberazione di Parigi. 
Dopo la liberazione divenne Direttore della SNCF. Primo presidente della Comunità europea dell'energia atomica (Euratom). 
Viene dichiarato cittadino onorario di Annecy nel 1960 e diventa in seguito membro dell'Académie Française nel 1963.